# Przyborowo (Gniezno)
Pour les articles homonymes, voir Przyborowo.
Przyborowo (prononciation : [pʂɨbɔˈrɔvɔ]) est un village polonais de la gmina de Łubowo dans le powiat de Gniezno de la voïvodie de Grande-Pologne dans le centre-ouest de la Pologne.
Il se situe à environ 6 kilomètres au sud de Łubowo (siège de la gmina), à 15 kilomètres au sud-ouest de Gniezno (siège du powiat) et à 31 kilomètres à l'est de Poznań (capitale régionale).
Le village possède une population de 10 habitants.

## Histoire
De 1975 à 1998, le village faisait partie du territoire de la voïvodie de Poznań.

Depuis 1999, Przyborowo est situé dans la voïvodie de Grande-Pologne.